# Pitcairnia gutteana
Pitcairnia gutteana är en gräsväxtart som beskrevs av Wilhelm Weber. Pitcairnia gutteana ingår i släktet Pitcairnia och familjen Bromeliaceae. Inga underarter finns listade i Catalogue of Life.